# Juliusz Trzciński
Juliusz Trzciński (ur. 26 sierpnia 1880 w Ostrowie nad Gopłem, zm. 13 października 1939 w Gniewkowie) – polski polityk, działacz społeczny, minister, poseł na Sejm Ustawodawczy w II RP, ziemianin, wiceprezes Związku Powiatów Rzeczypospolitej Polskiej w 1933 roku, zastępca senatora wybrany w 1935 roku w województwie poznańskim, członek sejmiku wojewódzkiego w Poznaniu w 1927 roku.

## Życiorys
Pochodził z rodziny ziemiańskiej. Absolwent Królewskiego Gimnazjum w Inowrocławiu. Ukończył studia rolnicze i ekonomiczne. Następnie w Monachium uzyskał doktorat z nauk społecznych. W 1907 przejął po rodzicach majątek Ostrowo, którym zarządzał aż do śmierci.
Założyciel Narodowego Stronnictwa Ludowego w Wielkopolsce, skupiającego wielkich właścicieli ziemskich, od 1917 członek Ligi Narodowej. W 1918 prezes Rady Ludowej powiatu strzelneńskiego, w czasie powstania wielkopolskiego szef Wydziału I Gospodarstwa Krajowego, a następnie szef Biura Prawno-Politycznego Komisariatu Naczelnej Rady Ludowej.
Wybrany 1 czerwca 1919 na posła na Sejm Ustawodawczy. Po wystąpieniu z klubu sejmowego Narodowego Zjednoczenia Ludowego grupy Edwarda Dubanowicza od czerwca 1921 był wiceprezesem klubu. Od 23 lipca 1921 do 22 października 1921 był ministrem byłej dzielnicy pruskiej w rządach Wincentego Witosa i Antoniego Ponikowskiego. Zwolennik szybkiej integracji ziem zaboru pruskiego z resztą kraju. Udział w pozaparlamentarnym rządzie Antoniego Ponikowskiego uzależnił od zgody posłów b. zaboru pruskiego, gdy jej nie otrzymał, podał się do dymisji, przyjętej 22 października 1922.
W przegranych przez Narodowe Zjednoczenie Ludowe wyborach parlamentarnych 1922 wycofał się z życia politycznego, ale nadal działał w organizacjach społecznych i gospodarczych m.in. był prezesem Rady Naczelnej Związku Obrony Kresów Zachodnich.
Po agresji III Rzeszy i ZSRR na Polskę został aresztowany przez Gestapo i zamordowany w masowej egzekucji w lasach pod Gniewkowem w nocy z 12 na 13 października 1939 razem z innymi 56 zakładnikami. Ciała ministra nigdy nie odnaleziono.

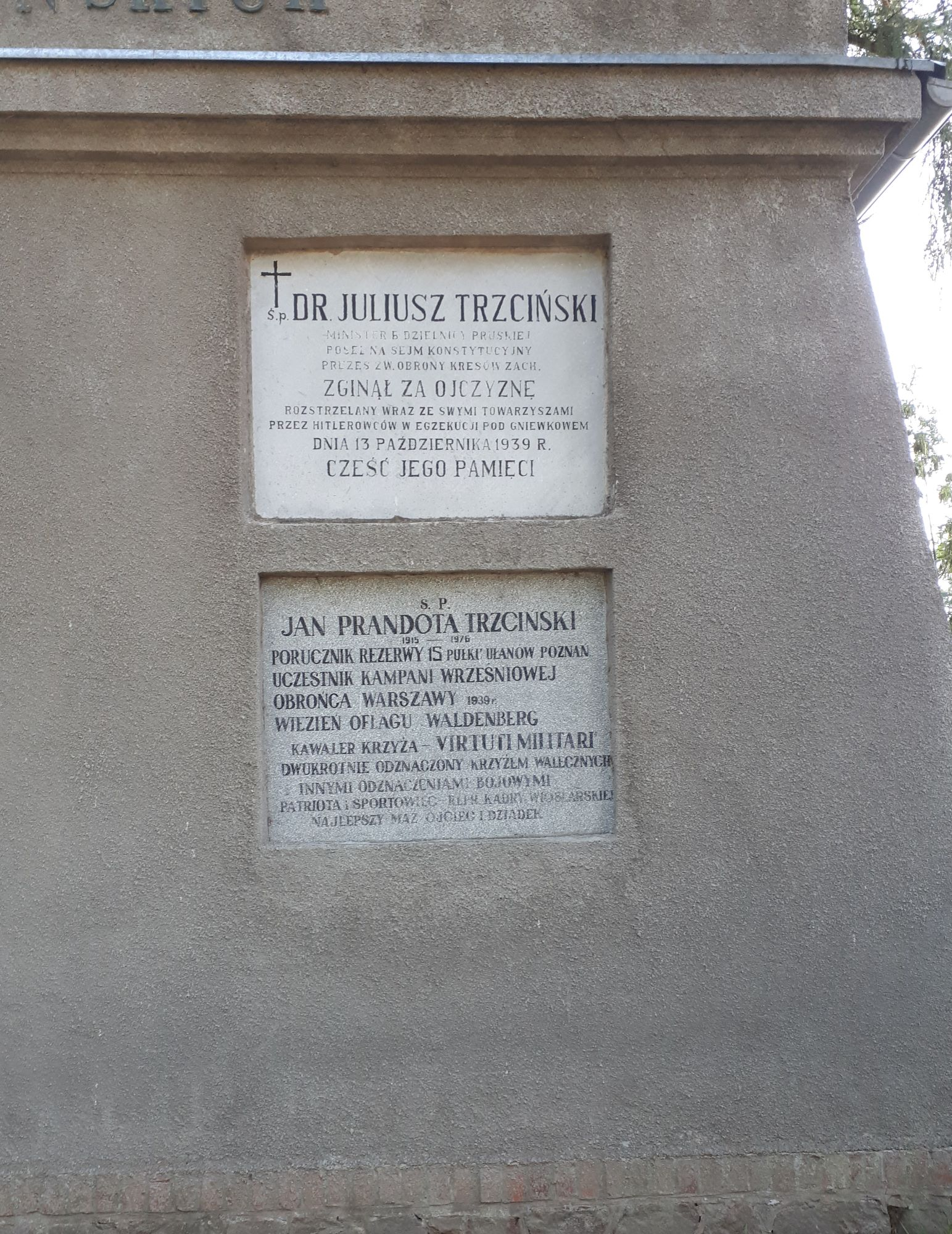
Tablica upamiętniająca Juliusza Trzcińskiego na grobowcu rodzinnym w Ostrowie

## Upamiętnienie
Na grobowcu Rodziny Trzcińskich, który znajduje się na cmentarzu Parafii św. Mateusza w Ostrowie, umieszczono tablicę upamiętniającą Juliusza Trzcińskiego.
Pośród lasów w pobliżu Aleksandrowa Kujawskiego znajdują się miejsca pamięci o zamordowanych Polakach m.in. o Trzcińskim, którzy w 1939 roku zostali tam rozstrzelani przez hitlerowców.

## Odznaczenia

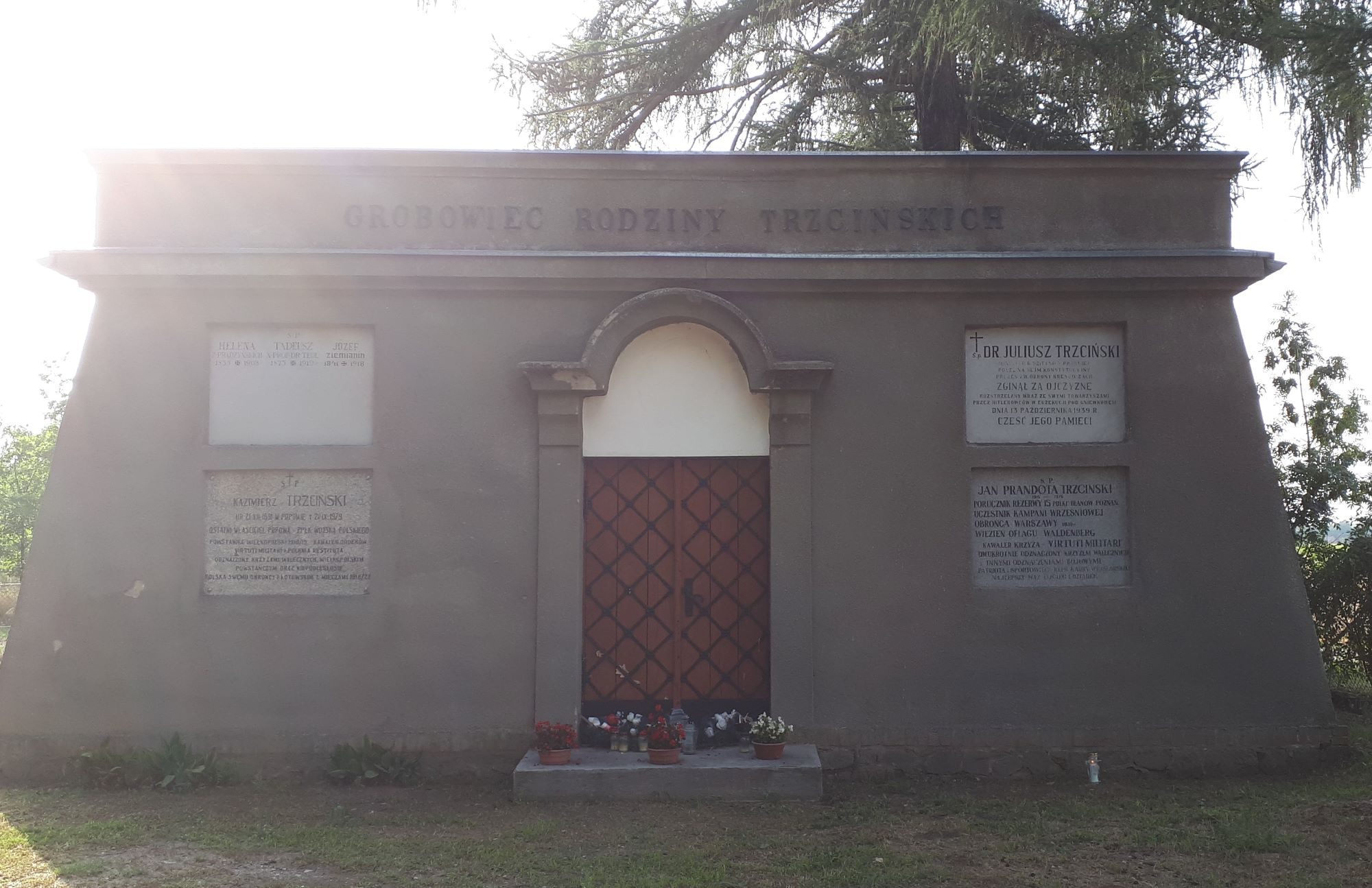
Grobowiec rodzinny Trzcińskich w Ostrowie

27 listopada 1929 został odznaczony Krzyżem Komandorskim Orderu Odrodzenia Polski.